# Rumänische Wasserballnationalmannschaft der Männer

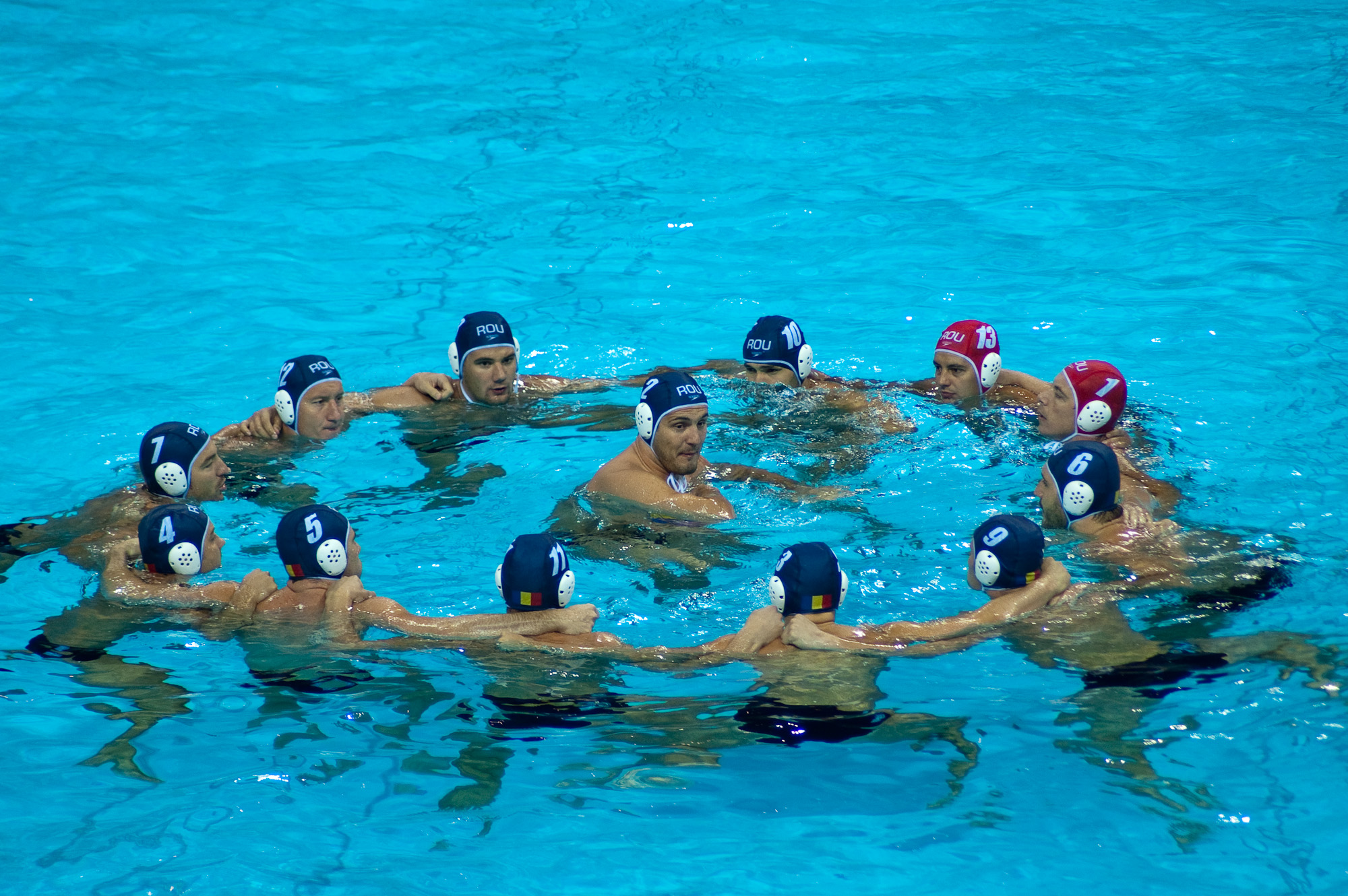
Die rumänische Mannschaft bei den Olympischen Spielen 2012

Die rumänische Wasserballnationalmannschaft der Männer ist die Nationalmannschaft der rumänischen Männer in der Sportart Wasserball. Sie vertritt Rumänien bei internationalen Wettbewerben wie Olympischen Spielen, Weltmeisterschaften oder Europameisterschaften. Die organisatorische Verantwortung liegt beim rumänischen Wasserballverband (Federația Română de Polo, FRPolo).
Die größten Erfolge der Nationalmannschaft waren vierte Plätze bei den Olympischen Spielen 1976 sowie den Europameisterschaften 1993 und 2006.

## Erfolge
Die rumänische Mannschaft qualifizierte sich für die Teilnahme an zehn olympischen Wasserballturnieren, zwölf Weltmeisterschaften und 27 Europameisterschaften.

### Olympische Spiele
- 1952: 17. Platz
- 1956: 8. Platz
- 1960: 5. Platz
- 1964: 5. Platz
- 1972: 8. Platz
- 1976: 4. Platz
- 1980: 9. Platz
- 1996: 11. Platz
- 2012: 10. Platz
- 2024: 12. Platz

### Weltmeisterschaften
- 1973: 7. Platz
- 1975: 5. Platz
- 1978: 6. Platz
- 1991: 9. Platz
- 1994: 13. Platz
- 2003: 12. Platz
- 2005: 6. Platz
- 2007: 11. Platz
- 2009: 7. Platz
- 2011: 12. Platz
- 2013: 13. Platz
- 2024: 10. Platz
- 2025: 10. Platz

### Europameisterschaften
- 1954: 10. Platz
- 1962: 5. Platz
- 1966: 6. Platz
- 1970: 6. Platz
- 1974: 6. Platz
- 1977: 7. Platz
- 1981: 7. Platz
- 1983: 8. Platz
- 1987: 7. Platz
- 1989: 5. Platz
- 1991: 8. Platz
- 1993: 4. Platz
- 1995: 11. Platz
- 1999: 9. Platz
- 2001: 11. Platz
- 2003: 10. Platz
- 2006: 4. Platz
- 2008: 9. Platz
- 2010: 7. Platz
- 2012: 8. Platz
- 2014: 8. Platz
- 2016: 10. Platz
- 2018: 11. Platz
- 2020: 11. Platz
- 2022: 10. Platz
- 2024: 8. Platz
- 2026: qualifiziert